# Wang Guang

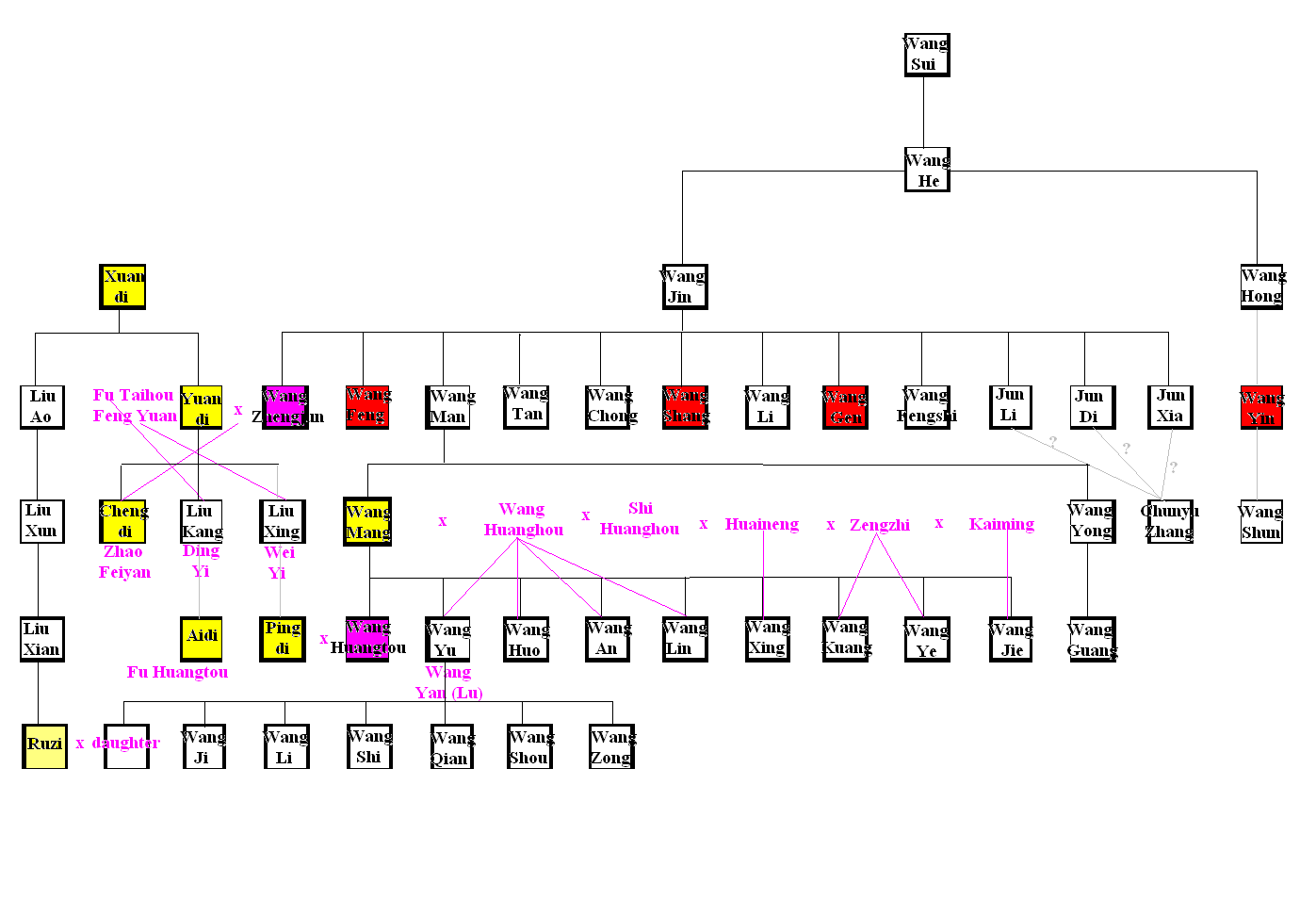
Stamboom van de familie Wang

Wang Guang (†8 na Chr.) was een neef van de Chinese keizer Wang Mang. Hij was de zoon van Wang Yong, de oudere broer van Wang Mang en behoorde zo tot de familie die aan het einde van de Westelijke Han-dynastie en onder de Xin-dynastie de feitelijke politieke macht bezat. Omdat zijn vader al vroeg was overleden, werd Wang Guang bij zijn opvoeding financieel ondersteund door zijn neef Wang Mang.
De hechte band van Wang Guang met Wang Mang bleek toen hij hem op dezelfde dag liet trouwen als zijn oudste zoon Wang Yu, hoewel Wang Guang jonger was dan Wang Yu. Volgens juan 99 van de Hanshu verliet Wang Mang de festiviteiten meerdere malen om Wang Qu, zijn toen zieke moeder te bezoeken. In 8 na Chr. werd Wang Guang door de Verheven keizerin-weduwe Wang Zhengjun in de adelstand verheven als Markies van Yangong (衍功侯, Yangong hou).
In datzelfde jaar gaf Wang Guang opdracht aan Dou Kuang (竇況, †8 na Chr.), de intendant van de hoofdstad om een niet nader in de bronnen genoemd persoon (of personen?) te laten doden. Toen Wang Mang dit te weten kwam, liet hij Dou Kuang terechtstellen en pleegden Wang Guang en zijn moeder zelfmoord. Wang Guang werd als markies van Yangong opgevolgd door zijn zoon Wang Jia (王嘉). Dit zou zijn gebeurd op bevel van Wang Mang zelf.